# Alexis Schwarzenbach
Pour les articles homonymes, voir Schwarzenbach.
Alexis Schwarzenbach (né en 1971 à Zurich) est un historien et journaliste suisse.

## Biographie
Alexis Schwarzenbach est surtout connu par le grand public pour l’exposition à Zurich intitulée Eine Frau zu sehen au Strauhof Zurich) et le livre sur sa grand-tante Annemarie Schwarzenbach. Alexis Schwarzenbach vit à Zurich.

## Ouvrages
- Alexis Schwarzenbach, WWF : Cinquante ans au service de la nature, Buchet-Chastel, 2011, 349 p. (ISBN 978-2-283-02504-8)
- Annemarie Schwarzenbach, Voir une femme traduit par Etienne Barilier, Éditions Métropolis : Genève 2008,  (ISBN 978-2-88340-181-5) (édition)
- „Maman, tu dois lire mon livre“ Annemarie Schwarzenbach, sa mère et sa grand-mère, traduit par Etienne Barilier, Éditions Métropolis: Genève 2007,  (ISBN 978-2-88340-172-3)
- Le Génie dédaigné. Albert Einstein & La Suisse, traduit par Etienne Barilier, Éditions Métropolis : Genève 2005,  (ISBN 978-2-88340-158-7)

### Auteur
- Auf der Schwelle des Fremden. Das Leben der Annemarie Schwarzenbach. Collection Rolf Heyne, München 2008,  (ISBN 978-3-89910-368-7)
- «Die Geborene» – Renée Schwarzenbach-Wille und ihre Familie. Scheidegger & Spiess, Zürich 2004,  (ISBN 978-3-85881-161-5)

### Éditeur
- Bilder mit Legenden. Scheidegger & Spiess, Zürich 2001,  (ISBN 978-3-85881-169-1) (Fotoband)

## Sources
- (de) Cet article est partiellement ou en totalité issu de l’article de Wikipédia en allemand intitulé « Alexis Schwarzenbach » (voir la liste des auteurs).